# 尼克·库珀
尼克·库珀（英語：Nick Cooper，1971年5月15日—）出生于美国得克萨斯州休斯顿，为美国的音乐家、作曲家、制作人、社会活动家。

## 生平
1968年，库珀出生在美国纽约州纽约市，他在曼哈顿长大。
高中时，库珀就参加了学校的乐队，并且参加政治激进主义与反种族隔离运动。
库珀的大学在莱斯大学度过，在那里，他的乐队得到了扩张。他们的音乐演唱会在美国多地举行，并且在1994年发布了4张CD。在1996年，库珀开始研究音乐Free Radicals。
2000年，库珀在加利福尼亚州的洛杉矶抗议民主党的全国代表大会。回到休斯顿后，他和其他社会活动家仍然进行社会改良活动。In 2003 and 2005, Cooper traveled to Brazil
1998年，库珀创立了公司“声乐街角店”（The Vocal Corner Store），并在他的带领下很快就发展成世界著名的艺术家开发公司,与世界各地的顶级明星展开合作。库珀被认为是帮助艺术家职业发展的顶尖专家之一.如碧昂斯（Beyonce）；妮琪·米娜（Nicki Minaj）；珍妮弗·洛佩兹；玛丽·玛丽（Mary Mary）；Ciara；宝儿（韩国）；Rain（韩国）；凯蒂·佩里凯莎·科尔（ Keisha Cole），凡妮莎·威廉姆斯（Vanessa Williams）；赞达亚·科尔曼（Zendaya Coleman）；KebMo；EN VOUGE ；RTA；刘易斯·汉密尔顿；至上励合；任贤齐；张惠妹等来自世界各地的顶尖艺人都与"声乐街角店"合作过。从监督舞台表演创作到音乐制作,声乐街角店帮助艺人找到自己的定位,是国际和国内娱乐公司造星计划的首选。2007-2010年间，"声乐街角店"为迪斯尼打造了目前最著名的两位童星.赞达亚·科尔曼（Zendaya Coleman）贝拉·索恩（Bella Thorne）。
2005年，库珀编排了碧昂斯（Beyonce）在奥斯卡晚会上的舞曲.
2009年，库珀担任美国著名选秀电视节目OPENING ACT的导师.著名制片人CO-STARNIG和NYGEL LYTHGOE（”美国偶像”及”你知道你可以跳舞”的制片人）认为Nick在每集中的表演都堪称精彩绝伦.称他是他们最喜欢的明星导师之一。
2010年,库珀为米歇尔·奥巴马制作了"Jamba Juice"秀.这是一个世界顶级女子会议的开幕仪式.参加这次会议的还有著名美国主持人奥普拉.温福瑞（ Oprah Whinfrey）以及美国国宝级演员凯蒂·库里克（Katie Couric）。
2011年,库珀为妮琪·米娜（Nicki Minaj）打造了专辑<<PINK FRIDAY>>,<<ROMAN RELOADED>>中的歌曲；
2012年， 库珀为珍妮弗·洛佩兹（Jennifer Lopez）的世界巡回演唱会担任声乐监制；为妮琪·米娜（Nicki Minaj）担任的世界巡回演唱会声乐教练以及编曲。